# Sự kiện tấn công Nhà Xanh
Vụ tấn công Nhà Xanh còn được biết đến ở Hàn Quốc là Sự kiện 21 tháng 1 (tiếng Hàn: 1·21 사태) là một cuộc đột kích do biệt kích Bắc Triều Tiên phát động nhằm ám sát Tổng thống Hàn Quốc Park Chung Hee tại dinh thự của ông ở Nhà Xanh ở Seoul, vào ngày 21 tháng 1 năm 1968. Một nhóm gồm 31 người của Quân đội Nhân dân Triều Tiên (KPA) đã xâm nhập qua DMZ nhưng đã bị cảnh sát chặn lại gần dinh thự của tổng thống. Trong cuộc truy đuổi sau đó, ngoại trừ hai biệt kích tất cả đều bị giết; một người bị bắt (Kim Shin-jo), và một người (Pak Jae-gyong) đã chạy trốn trở lại Bắc Triều Tiên. Tổng cộng có 26 người Hàn Quốc thiệt mạng và 66 người bị thương, trong đó có khoảng 24 thường dân; bốn người Mỹ cũng thiệt mạng. Park Chung Hee không hề hấn gì.

## Bối cảnh
Park Chung Hee nắm quyền trong cuộc đảo chính năm 1961 và cai trị như một nhà quân sự mạnh mẽ cho đến khi được bầu và nhậm chức Tổng thống Hàn Quốc năm 1963. Vụ tấn công vào Nhà Xanh diễn ra trong bối cảnh Xung đột DMZ Triều Tiên (1966–69), vốn lại chịu ảnh hưởng của Chiến tranh Việt Nam.
Sau cuộc bầu cử tổng thống Hàn Quốc năm 1967 và cuộc bầu cử lập pháp, giới lãnh đạo Triều Tiên kết luận rằng phe đối lập trong nước của Park không còn là thách thức nghiêm trọng đối với chế độ cai trị của ông nữa.
Từ ngày 28 tháng 6 đến 3 tháng 7, Ủy ban Trung ương Đảng Lao động Triều Tiên đã tổ chức một hội nghị mở rộng tại đó lãnh đạo Triều Tiên Kim Nhật Thành kêu gọi các cán bộ "chuẩn bị để hỗ trợ cho cuộc đấu tranh của những người anh em Nam Triều Tiên". Vào tháng 7 năm 1967, một đội đặc nhiệm của Đơn vị 124 mới thành lập của Quân đội Nhân dân Triều Tiên (KPA) đã được giao nhiệm vụ ám sát Park Chung Hee. Quyết định này có lẽ được thúc đẩy bởi thực tế là vào năm 1967, Chiến tranh Việt Nam đã bước vào giai đoạn leo thang mới và lực lượng quân sự Hoa Kỳ, vốn bận tâm đến Việt Nam, không thể dễ dàng thực hiện các biện pháp trả đũa đối với Triều Tiên. Trong những năm 1965–1968, quan hệ Bắc Triều Tiên – Bắc Việt rất thân thiết và Triều Tiên đã cung cấp hỗ trợ kinh tế và quân sự đáng kể cho Bắc Việt Nam.
Tuyên truyền của Triều Tiên tìm cách mô tả các cuộc đột kích của biệt kích sau năm 1966 là một phong trào du kích của Hàn Quốc tương tự như Mặt trận Dân tộc Giải phóng miền Nam Việt Nam.

## Chuẩn bị
31 chiến sĩ ưu tú nhất được tuyển chọn từ lực lượng đặc nhiệm Đơn vị 124 . Đơn vị biệt kích hoạt động đặc biệt này đã được đào tạo trong hai năm và dành 15 ngày cuối cùng để diễn tập hành động về mục tiêu trong một mô hình Nhà Xanh có kích thước thật.
Những người đàn ông được lựa chọn đặc biệt này đã được đào tạo về các kỹ thuật xâm nhập và thoát ra, vũ khí, điều hướng, hoạt động trên không, xâm nhập đổ bộ, chiến đấu tay đôi (tập trung vào chiến đấu bằng dao) và ngụy trang. Họ được huấn luyện cách đào vào bên trong các ngôi mộ và ngủ bên cạnh xác chết để tránh lùng sục
Kim Shin-jo, một trong hai người sống sót duy nhất được biết đến, cho biết "Điều đó khiến chúng tôi trở nên không sợ hãi—không ai nghĩ đến việc tìm kiếm chúng tôi trong nghĩa trang." Quá trình đào tạo của họ rất nghiêm ngặt và thường diễn ra trong điều kiện bất lợi, chẳng hạn như chạy với tốc độ 13 km/h (8 dặm/h) với ba lô nặng 30 kg (66 pound) trên địa hình gồ ghề và hiểm trở, đôi khi dẫn đến thương tích như mất ngón chân và bàn chân do tê cóng.

## Tấn công

### Xâm nhập
Vào ngày 16 tháng 1 năm 1968, Đơn vị 124 rời khỏi nơi đồn trú của họ tại Yonsan. Vào ngày 17 tháng 1 năm 1968, lúc 23:00, họ đã xâm nhập vào DMZ bằng cách cắt qua hàng rào ở địa điểm chỉ cách một chốt gác của Sư đoàn bộ binh số 2, quân đội Mỹ khoảng 30 m. Đến 02:00 ngày hôm sau, họ đã dựng trại tại Morae-dong và Seokpo-ri. Vào ngày 19 tháng 1, lúc 05:00, sau khi vượt sông Imjin, họ dựng trại trên núi Simbong. 
Vào lúc 14:00, bốn anh em họ Woo từ Beopwon-ri đang ra ngoài chặt củi và tình cờ đi ngang qua trại của đơn vị. Sau một cuộc tranh luận gay gắt về việc có nên giết bốn anh em hay không, nhóm đã quyết định không giết chết 4 người dân làng và thuyết giảng họ về chủ nghĩa cộng sản và cuộc sống tốt đẹp tại Bắc Triều Tiên cho 4 người đó, rồi thả họ đi với cảnh báo không được báo động. Tuy nhiên, bốn anh em đã ngay lập tức báo cáo sự hiện diện của đơn vị này với đồn cảnh sát Changhyeon ở Beopwon-ri
Đơn vị đã phá trại và tăng tốc lên hơn 10 km/h (6 dặm/giờ), mỗi người mang theo 30 kg (70 lb) thiết bị, băng qua Núi Nogo và đến Núi Bibong vào lúc 07:00 ngày 20 tháng 1. Ba tiểu đoàn từ Sư đoàn Bộ binh 25 của Hàn Quốc bắt đầu tìm kiếm những kẻ xâm nhập ở Núi Nogo, nhưng họ đã rời khỏi khu vực đó. Đến lúc đó, các biệt kích trong đơn vị nhận ra rằng Chính quyền Park đã được thông báo về sự xâm nhập của họ vào miền Nam và thay đổi chiến thuật của họ cho phù hợp. Đơn vị tiến vào Seoul theo từng nhóm hai và ba người vào đêm ngày 20 tháng 1 và tập hợp lại tại Đền Seungga-sa, nơi họ chuẩn bị cuối cùng cho cuộc tấn công.
Trong khi đó, Bộ Tư lệnh Tối cao Hàn Quốc đã bổ sung Sư đoàn Bộ binh 30 và Quân đoàn Nhảy dù vào cuộc tìm kiếm và cảnh sát bắt đầu tìm kiếm dọc theo Hongje-dong, Jeongreung và Núi Bukak. Do các biện pháp an ninh được tăng cường đã được thực hiện trên toàn thành phố và nhận thấy kế hoạch ban đầu của họ có rất ít cơ hội thành công, trưởng nhóm đã ứng biến một kế hoạch mới.
Thay quân phục Quân đội Hàn Quốc (ROKA) của Sư đoàn bộ binh 26 địa phương, với đúng phù hiệu đơn vị (mà họ đã mang theo), họ xếp hàng và chuẩn bị hành quân những km cuối cùng đến Nhà Xanh, đóng vai những người lính ROKA trở về sau một cuộc tuần tra chống xâm nhập. Đơn vị hành quân dọc theo Đường Segeomjeong gần Jahamun về phía Nhà Xanh, đi qua một số đơn vị Cảnh sát Quốc gia và ROKA trên đường đi.

### Tấn công

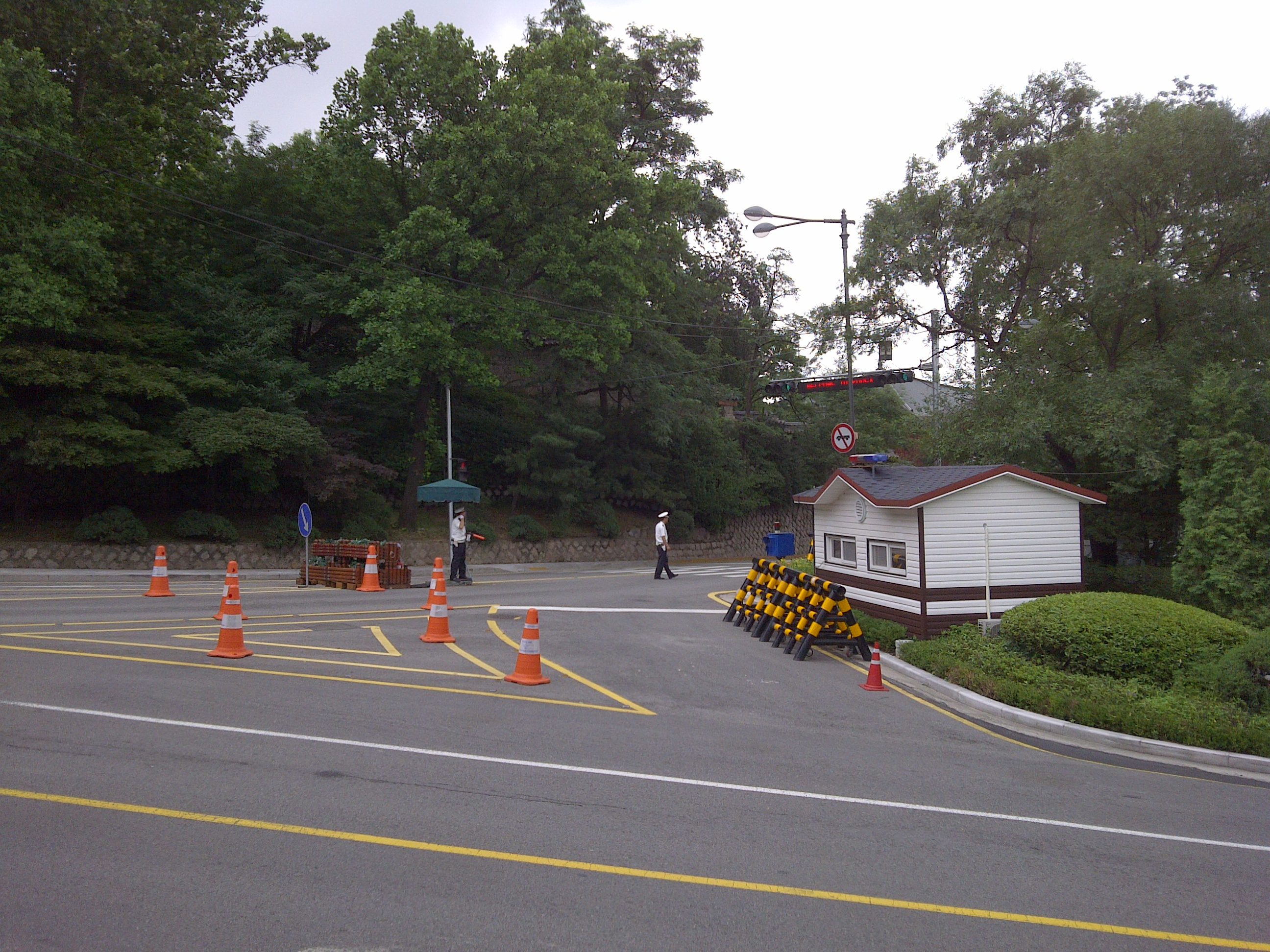
Trạm kiểm soát Segeomjeong-Jahamun vào tháng 7 năm 2011 (đã bị phá hủy)

Vào lúc 22:00 ngày 21 tháng 1 năm 1968, đơn vị đã tiếp cận trạm kiểm soát Segeomjeong–Jahamun cách Nhà Xanh chưa đầy 100 mét, nơi cảnh sát trưởng Jongro Choi Gyushik tiếp cận đơn vị và bắt đầu thẩm vấn họ. Khi nghi ngờ câu trả lời của họ, ông đã rút súng lục và bị các thành viên của đơn vị bắn, những người bắt đầu nổ súng và ném lựu đạn vào trạm kiểm soát. Sau vài phút đấu súng, đơn vị đã giải tán, một số người tiến về Núi Inwang, Núi Bibong và Uijeongbu. Choi và Trợ lý Thanh tra Jung Jong-su đã thiệt mạng trong cuộc đấu súng; một lính biệt kích đã bị bắt nhưng đã tự sát
Vào ngày 22 tháng 1 năm 1968, Quân đoàn 6 của Quân đội Hàn Quốc đã bắt đầu một chiến dịch truy quét lớn để bắt giữ hoặc giết bất kỳ thành viên nào của đơn vị. Những người lính từ Trung đoàn 92, Sư đoàn Bộ binh 30 đã bắt được Kim Shin-jo, người đã trốn trong một ngôi nhà dân gần Núi Inwang. Tiểu đoàn 30, Bộ tư lệnh phòng thủ thủ đô, đã giết bốn lính biệt kích ở Buam-dong và trên núi Bukak. 
Vào ngày 23 tháng 1, Tiểu đoàn công binh của Sư đoàn bộ binh 26 đã giết một lính biệt kích trên núi Dobong. Vào ngày 24 tháng 1 năm 1968, binh lính Sư đoàn bộ binh 26 và Sư đoàn bộ binh 1 đã giết 12 lính biệt kích gần Seongu-ri. Vào ngày 25 tháng 1, ba lính biệt kích đã bị giết gần Songchu. Vào ngày 29 tháng 1, sáu lính biệt kích đã bị giết gần núi Papyeong.

## Thương vong
Trong quá trình diễn ra vụ ám sát này, tổng số thương vong của Hàn Quốc là 26 người chết và 66 người bị thương, trong đó có khoảng 24 thường dân. Bốn người Mỹ cũng thiệt mạng trong nỗ lực ngăn chặn những kẻ xâm nhập trốn thoát khỏi DMZ. Trong số 31 thành viên của Đơn vị 124, 29 người đã thiệt mạng hoặc tự tử; một người, Kim Shin-jo, đã bị bắt,  và người còn lại, Pak Jae-gyong đã trốn thoát trở lại Bắc Triều Tiên. Thi thể của các thành viên Đơn vị 124 thiệt mạng trong vụ đột kích sau đó được chôn cất tại Nghĩa trang dành cho Binh lính Bắc Triều Tiên và Trung Quốc.
Kim Shin-jo bị bắt sống. Lúc Kim Shin-jo bị trói đã tuyên bố trước ống kính máy quay rằng "Tôi đến để cắt cổ Park Chung-hee". Kim Shin-jo bị giam giữ, thẩm vấn và "giáo dục" trong vòng 1 năm trước khi được thả với lý do là ông chưa hề nổ phát súng nào. Sau đó, Kim Shin-jo công khai chỉ trích Bắc Triều Tiên, kết hôn với một phụ nữ Hàn Quốc và trở thành một mục sư tại ngoại ô Seoul.

## Sau đó
Ngày 22 tháng 1, Bộ Tư lệnh Liên hợp quốc (UNC) yêu cầu tổ chức một cuộc họp của Ủy ban Đình chiến Quân sự (MAC) để thảo luận về cuộc đột kích. UNC yêu cầu họp vào ngày 23 tháng 1, nhưng phía Triều Tiên yêu cầu hoãn lại một ngày. Ngày 23 tháng 1, USS Pueblo, một tàu nghiên cứu kỹ thuật của Hải quân Mỹ, đã bị Triều Tiên bắt giữ. Do đó, cuộc họp của MAC được tổ chức vào ngày 24 tháng 1 không chỉ giải quyết cuộc đột kích mà còn giải quyết việc bắt giữ Pueblo. Ở một mức độ đáng kể, việc bắt giữ Pueblo đã chuyển hướng sự chú ý của Mỹ và quốc tế khỏi cuộc đột kích Nhà Xanh.
Cuộc đột kích Nhà Xanh diễn ra cùng ngày với Trận Khe Sanh bắt đầu ở Việt Nam và vào ngày 31 tháng 1, Chiến dịch Tết Mậu Thân nổ ra trên khắp Nam Việt Nam, khiến bất kỳ sự hỗ trợ nào của Mỹ cho cuộc trả đũa của Hàn Quốc đều không có khả năng xảy ra. Tại Sài Gòn, du kích Việt Cộng đã cố gắng ám sát Tổng thống Nguyễn Văn Thiệu tại Dinh Độc Lập nhưng nhanh chóng bị đánh bại. Một số tác giả cho rằng do sự giống nhau của cả hai cuộc tấn công do cùng một số lượng biệt kích thực hiện (lần lượt là 31 ở Seoul và 34 ở Sài Gòn) nên các nhà lãnh đạo Triều Tiên có cái nhìn sâu sắc nhất định về các hoạt động quân sự của Cộng sản Việt Nam và muốn lợi dụng Chiến tranh Việt Nam. Tổng thống Lyndon Johnson coi việc bắt giữ Pueblo và thời điểm diễn ra Tổng tấn công Tết Mậu Thân đã được phối hợp để chuyển hướng nguồn lực của Mỹ khỏi Việt Nam và buộc Hàn Quốc phải rút hai Sư đoàn và Lữ đoàn Thủy quân Lục chiến khỏi Nam Việt Nam. Không giống như Johnson, chỉ huy UNC, Tướng Charles H. Bonesteel III không thấy mối liên hệ nào như vậy. Ông coi Cuộc đột kích Nhà Xanh đã được lên kế hoạch ở cấp cao nhất tại Bắc Triều Tiên, trong khi việc chiếm giữ Pueblo dường như chỉ là cơ hội và thời điểm của Cuộc tấn công Tết là hữu ích nhưng ngẫu nhiên.
Để đáp trả vụ ám sát, Tổng thống Hàn Quốc Park Chung-hee ra lệnh thành lập đội đặc nhiệm cùng với 31 người mang tên Đơn vị 684 với nhiệm vụ ám sát Chủ tịch Bắc Triều Tiên Kim Nhật Thành để trả đũa. Nhóm này trải qua huấn luyện khắc nghiệt trên hòn đảo không người Silmido ở Hoàng Hải và 7 người đã thiệt mạng. Tuy nhiên, nhiệm vụ bị hủy bỏ sau khi quan hệ liên Triều được cải thiện và 24 người còn lại kẹt trên đảo cho tới ngày 23 tháng 8 năm 1971 thì quyết định nổi loạn cướp tàu về đất liền. Họ tiếp tục cướp một xe buýt để tiến về Seoul nhưng bị quân đội chặn lại và tiêu diệt gần hết, 4 người sống sót bị tử hình vào tháng 3 năm 1972.
Vào tháng 5 năm 1972, Kim Il Sung đã bày tỏ sự hối tiếc và tuyên bố rằng cuộc đột kích Nhà Xanh "hoàn toàn do những người cực tả lên kế hoạch và không phản ánh ý định của tôi hoặc của Đảng" với người đứng đầu Cơ quan Tình báo Trung ương Hàn Quốc (KCIA) Lee Hu-rak trong cuộc họp của họ tại Bình Nhưỡng.